# Leira (Órdenes)
Leira (llamada oficialmente Santa María de Leira) es una parroquia española del municipio de Órdenes, en la provincia de La Coruña, Galicia.

## Entidades de población
Entidades de población que forman parte de la parroquia:
- Altiboya (A Altiboia)
- Bailía
- Castiñeira (A Castiñeira)
- Castrelos
- Castro (O Castro)
- Codeseda
- Espiñeira (A Espiñeira)
- Gouzón
- Loureda
- Meitufe
- Menlle
- O Cano
- Pedreira (A Pedreira)
- Portela (A Portela)
- Queirúa
- Villasenín (Vilasenín)

## Despoblados
- Batán (O Batán)
- Cerdeira (A Cerdeira)

## Demografía
| Gráfica de evolución demográfica de Leira entre 2000 y 2019 |
|                                                             |
| Datos según el nomenclátor publicado por el INE.            |